# Luisa Rõivas

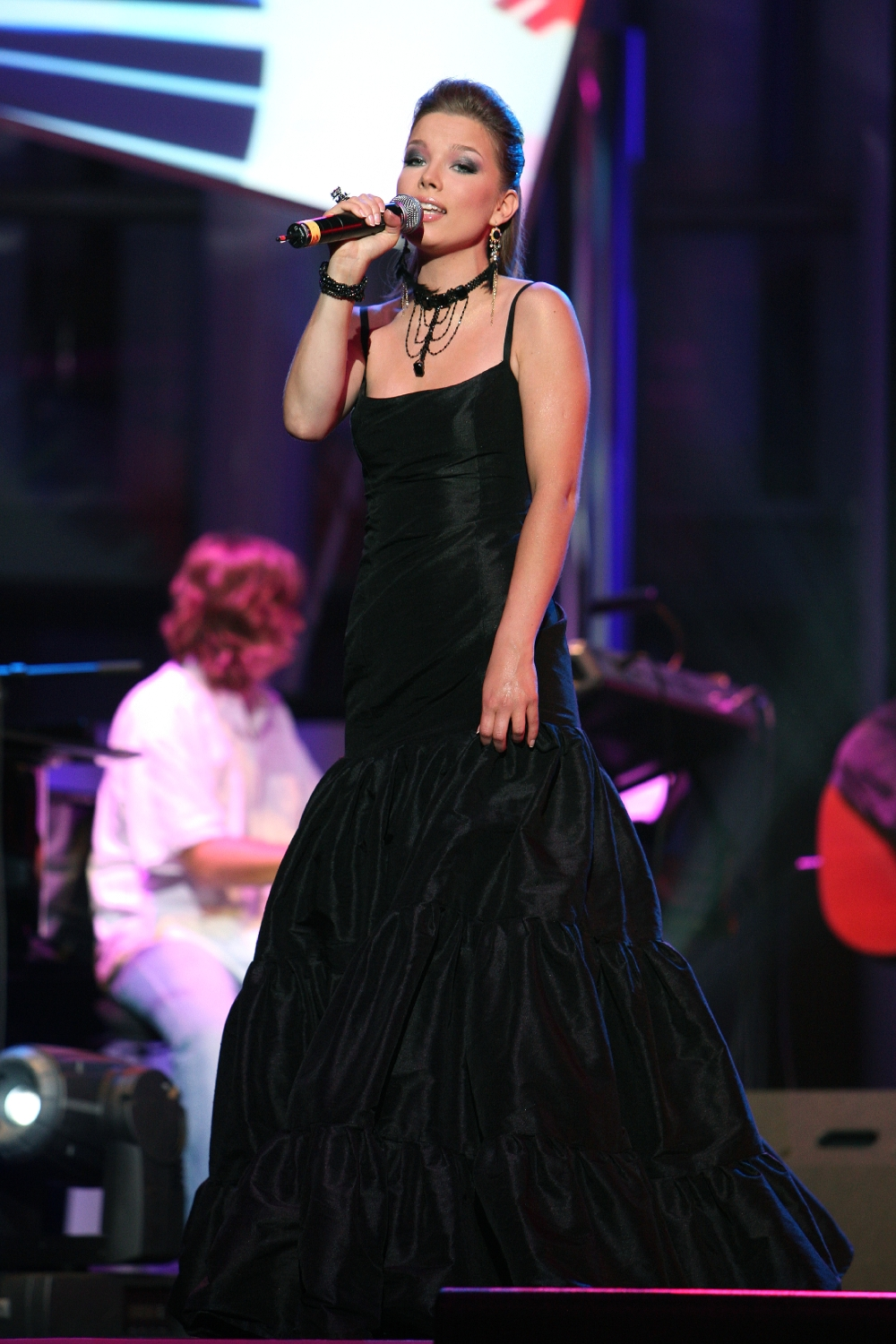
Luisa Rõivas (2007)

Luisa Rõivas (geb. Värk; * 6. Februar 1987 in Elva) ist eine estnische Pop- und Country-Sängerin.

## Leben
Luisa Rõivas wurde als Tochter des Sängers Ülo Värk und seiner Ehefrau Eve in der Kleinstadt Elva im Süden Estlands geboren. Früh nahm sie Gesangs- und Klavierunterricht. Bis 2002 besuchte sie das Gymnasium in Elva. 2006 machte sie ihr Abitur am Musikgymnasium (Tallinna Muusikakeskkool) in der estnischen Hauptstadt Tallinn. Anschließend studierte sie bis 2009 Tonregie am Baltischen Film- und Medienkolleg der Universität Tallinn.

### Karriere
Rõivas gelang der Durchbruch als Sängerin 2007 bei dem Wettbewerb Eesti otsib superstaari („Estland sucht den Superstar“). Sie belegte nach Birgit Õigemeel den zweiten Platz. Im Herbst 2007 reüssierte sie in der 2. Staffel von Tantsud tähtedega. Dort errang sie mit ihrem Tanzpartner Martin Parmas (* 1984) ebenfalls den zweiten Platz.
2008 nahm Luisa Rõivas am estnischen Vorentscheid für den Eurovision Song Contest (Eurolaul) gleich mit zwei Liedern teil, musste sich aber mit hinteren Plätzen zufriedengeben. Im Dezember 2008 erschien ihr Debütalbum unter dem Titel Tunnete allee („Allee der Gefühle“).
Seit Herbst 2013 moderiert Luisa Rõivas die Kochsendung Lemmikretsept („Das Lieblingsrezept“) im estnischen Fernsehen.

### Privates
Luisa Rõivas ist die Ehefrau des ehemaligen estnischen Ministerpräsidenten Taavi Rõivas (* 1979). Das Paar hat eine 2009 geborene Tochter (Miina Rihanna) und einen 2016 geborenen Sohn (Herman). Luisa Rõivas ist Schwester des ebenfalls bekannten estnischen Filmregisseurs Emer Värk.

## Diskografie

### Alben
- Kus oled Sa (2005)
- Progress (2006)
- Tunnete allee (2008)

### Singles
- Kus oled Sa (2005)
- Lahkumise päev (2008)
- Kui sa teaks (2008)
- Võõras (2009)
- Tühjas toas ja südames (2009)
- Kodu (2011)
- Aastaring (2011)
- Linnamuinasjutt (gemeinsam mit Lauris Reiniks, 2011)
- Sind ootama jään (2012)
- Keerleval Kaljul (gemeinsam mit Lauris Reiniks, 2013)
- Palun Pöördu Tagasi (2013)